# Finalmente Natale
Finalmente Natale è un film per la televisione, diretto da Rossella Izzo, andato in onda mercoledì 19 dicembre 2007 alle ore 21.10 su Canale 5. È tratto dalla sitcom Finalmente soli.

## Trama
Natale è ormai alle porte e Gigi Mantelli e la moglie Alice Fumagalli si preparano per festeggiarlo insieme ai due figli Riccardo, detto Riccardino, Nicoletta, detta Niki, e nonna Wanda. Ma Alice teme che il matrimonio con Gigi sia in pericolo perché sono entrambi caduti nella quotidianità di un rapporto coniugale. Per questo motivo, la coppia decide di partire per festeggiare in viaggio ma incontra non poche difficoltà.

## Ascolti
| Prima TV Italia  | Telespettatori | Share  |
| ---------------- | -------------- | ------ |
| 19 dicembre 2007 | 6.524.000      | 28,76% |